# Snakes and Stripes
Snakes and Stripes je deváté sólové studiové album amerického kytaristy Harveyho Mandela. Vydalo jej v srpnu roku 1995 hudební vydavatelství Clarity Recordings a spolu s Mandelem byl jeho producentem David Gross. Nahráno bylo během dubna a května toho roku a obsahuje celkem jedenáct skladeb, z toho pouze dvě obsahují zpěv: „Future Blues“ (původně od skupiny Canned Heat) a „My Soul's on Fire“ (Pure Food & Drug Act).

## Seznam skladeb
| Pořadí | Název                    | Autor                                                                   | Délka |
| ------ | ------------------------ | ----------------------------------------------------------------------- | ----- |
| 1.     | Under Fire               | Harvey Mandel                                                           | 4:32  |
| 2.     | Future Blues             | Bob Hite, Mandel, Adolfo de la Parra, Larry Taylor, Alan Wilson         | 3:28  |
| 3.     | Tears for Eric           | Mandel                                                                  | 3:57  |
| 4.     | Poquito Dinero           | David Gross, Rinta Lufrano, Mandel                                      | 5:20  |
| 5.     | Special Delivery         | Gross, Mandel                                                           | 2:37  |
| 6.     | Miami Rain               | Mandel                                                                  | 3:44  |
| 7.     | My Soul's on Fire        | Victor Conte, Don „Sugarcane“ Harris, Paul Lagos, Mandel, Randy Resnick | 4:55  |
| 8.     | Mashed Potato Twist      | Maxwell Davis, Josea                                                    | 2:28  |
| 9.     | Country Rose See         | Mandel                                                                  | 3:08  |
| 10.    | Bud Monster              | Mandel                                                                  | 4:30  |
| 11.    | United Snakes of America | Mandel, Rinta Lufrano                                                   | 6:44  |

## Obsazení
- Harvey Mandel – kytara
- Mike Carabello – bicí, konga
- Karl Perazzo – perkuse
- Greg Errico – bicí
- Michael Ray – housle
- Bobby Strickland – flétna, saxofon
- Mike Rinta – pozoun
- Squid Vicious – baskytara
- Tom Fugelstad – trubka
- Tony „Macaroni“ Lufrano – klávesy
- Lori Davidson – zpěv